# Palisades Tahoe

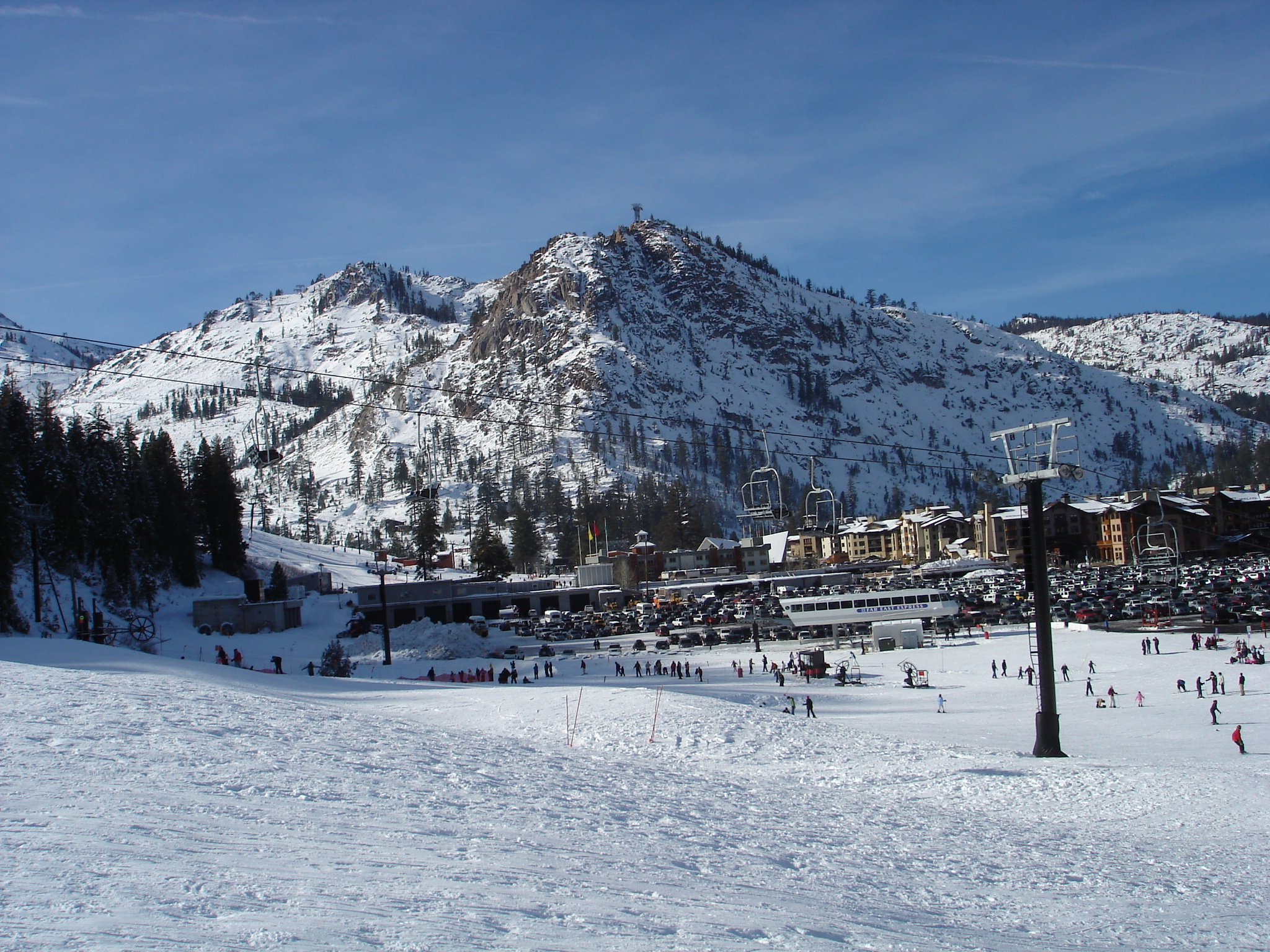
Blick auf die Talstation (2006)

Palisades Tahoe (bis September 2021 Squaw Valley Ski Resort) ist ein Wintersportgebiet in der unincorporated Area „Olympic Valley“ im US-Bundesstaat Kalifornien.
Palisades Tahoe erstreckt sich über etwa 15 km² und verfügt über 30 Sessellifte und die Seilbahn Palisades Tahoe Aerial Tram, deren Bergstation sich auf einer Höhe von 2463 m befindet. Nach dem Heavenly Mountain Resort ist es das zweitgrößte Wintersportgebiet in der Region. Im Jahr 2012 wurden das Gebiet von Squaw Valley und das Alpine Meadows zusammengeschlossen.
Im Rahmen der Olympischen Winterspiele 1960 war das Skigebiet Austragungsort aller Wettbewerbe im Ski Alpin. Genutzt wurden dabei die Pisten Squaw Peak (Männer-Abfahrt), KT-22 (Frauen-Abfahrt, Männer-Slalom und -Riesenslalom) sowie Little Papoose Peak (Frauen-Riesenslalom und -Slalom).
Das Skigebiet war Dreh- und Handlungsort der 1984 veröffentlichten Filmkomödie Hot Dog – Der Typ mit dem heißen Ski.
Nachdem der Begriff Squaw im alten Namen des Gebietes als „frauenfeindlich“ und „rassistisch“ kritisiert worden war, gaben die Betreiber nach Beratungen mit indianischen Organisationen am 14. September 2021 bekannt, dass das Wintersportgebiet künftig den neuen Namen Palisades Tahoe tragen werde.